# Richard Cramer
Richard Earl Cramer, född 3 juli 1889 i Bryan, Ohio, död 9 augusti 1960 i Los Angeles, var en amerikansk skådespelare.
Cramer började sin skådespelarkarriär i Hollywood redan på 1920-talet under stumfilmseran.
Han fick ofta spela osympatiska roller i mer än 200 filmer mellan 1928 och 1952. Han är mest känd för sin medverkan i några Helan och Halvan-filmer och ett flertal västernfilmer. Han medverkade även i några filmer med W.C. Fields.

## Filmografi (i urval)
- 1931 – Platinum Blonde
- 1932 – På nattkröken
- 1932 – Här vilar inga lessamheter
- 1934 – Vårflugan
- 1939 – Landet bortom lagen
- 1939 – Vi fara till Sahara
- 1940 – Nordvästpassagen
- 1940 – Raska sjömän, hallå!
- 1942 – Guldfågeln
- 1945 – Kvinna i rött[6]